# 2-溴萘
2-溴萘是一种有机化合物，化学式为C10H7Br，它是1-溴萘的同分异构体。

## 合成
2-溴萘可由2-萘胺的桑德迈尔反应得到。反应先将2-萘胺进行重氮化，再用溴化亚铜处理，可得产物：